# Revue de Bretagne et de Vendée
La Revue de Bretagne et de Vendée est fondée en 1857 par Arthur de La Borderie et traite principalement de recherches historiques sur la Bretagne et la Vendée.

## Histoire
Arthur de La Borderie créé la revue en 1857 alors âgé de 30 ans. Il en reste le directeur jusqu'à son dernier numéro en 1900. Traitant principalement de recherches historiques, on y trouve aussi des textes littéraires et des études plus locales. C'est un mensuel de 80 ou 88 pages. 
En 1889, la revue change de nom pour devenir la Revue de Bretagne, de Vendée & d'Anjou.
Le 17 décembre 1901, la Société des bibliophiles bretons vote l'arrêt de la revue. Il est décidé alors de fusionner la Revue de Bretagne, de Vendée & d'Anjou et la Revue historique de l'Ouest sous le nouveau nom de Revue de Bretagne dont le 1er numéro parait en janvier 1902.
La revue cesse de paraître en 1914 du fait de la Première Guerre mondiale.